# Jacques Gilles de Saint-Aignan
Jacques Gilles de Saint-Aignan est un homme politique français né le 20 octobre 1747 à La Ferrière-au-Doyen (Orne) et mort à une date inconnue.

## Biographie
Lieutenant de maréchaussée avant la Révolution, il devient officier municipal à Verneuil-sur-Avre et maire de la ville après le 9 thermidor. Il est élu député de l'Eure au Conseil des Cinq-Cents le 23 germinal an V et se range dans les rangs du parti de Clichy. Son élection est annulée lors du coup d’État du 18 fructidor an V.

## Sources
- « Jacques Gilles de Saint-Aignan », dans Adolphe Robert et Gaston Cougny, Dictionnaire des parlementaires français, Edgar Bourloton, 1889-1891 [détail de l’édition]